# Euglossini
Gli Euglossini Latreille, 1802 sono una tribù di apidi della sottofamiglia Apinae, conosciute come "api delle orchidee". Tale nome si deve alla capacità dei maschi di questa tribù di estrarre essenze profumate dal labello di diverse specie di orchidee.

## Descrizione
Sono apoidei di dimensioni variabili da 8 a 30 mm, caratterizzati da colorazioni metalliche brillanti dal verde al blu, dal viola all'oro, dal bruno al rosso. Hanno una lingua molto lunga che permette loro di raggiungere il nettare in profondità.

## Biologia
A differenza di gran parte delle Apidae gli Euglossini sono api solitarie o al più comunitarie, cioè le femmine utilizzano un nido comune in cui ognuna comunque costruisce e approvvigiona le proprie celle. Le femmine dei generi Exaerete e Aglae sono cleptoparassite, depongono cioè le uova nei nidi di altre specie, sempre della stessa tribù.

I nidi sono costruiti all'interno di cavità nel tronco o nelle radici degli alberi, talora anche in vecchi edifici abbandonati e sono realizzati con fango, resina, frammenti di corteccia e anche feci di animali. Talora la femmina sigilla l'ingresso del nido con resina durante la notte.

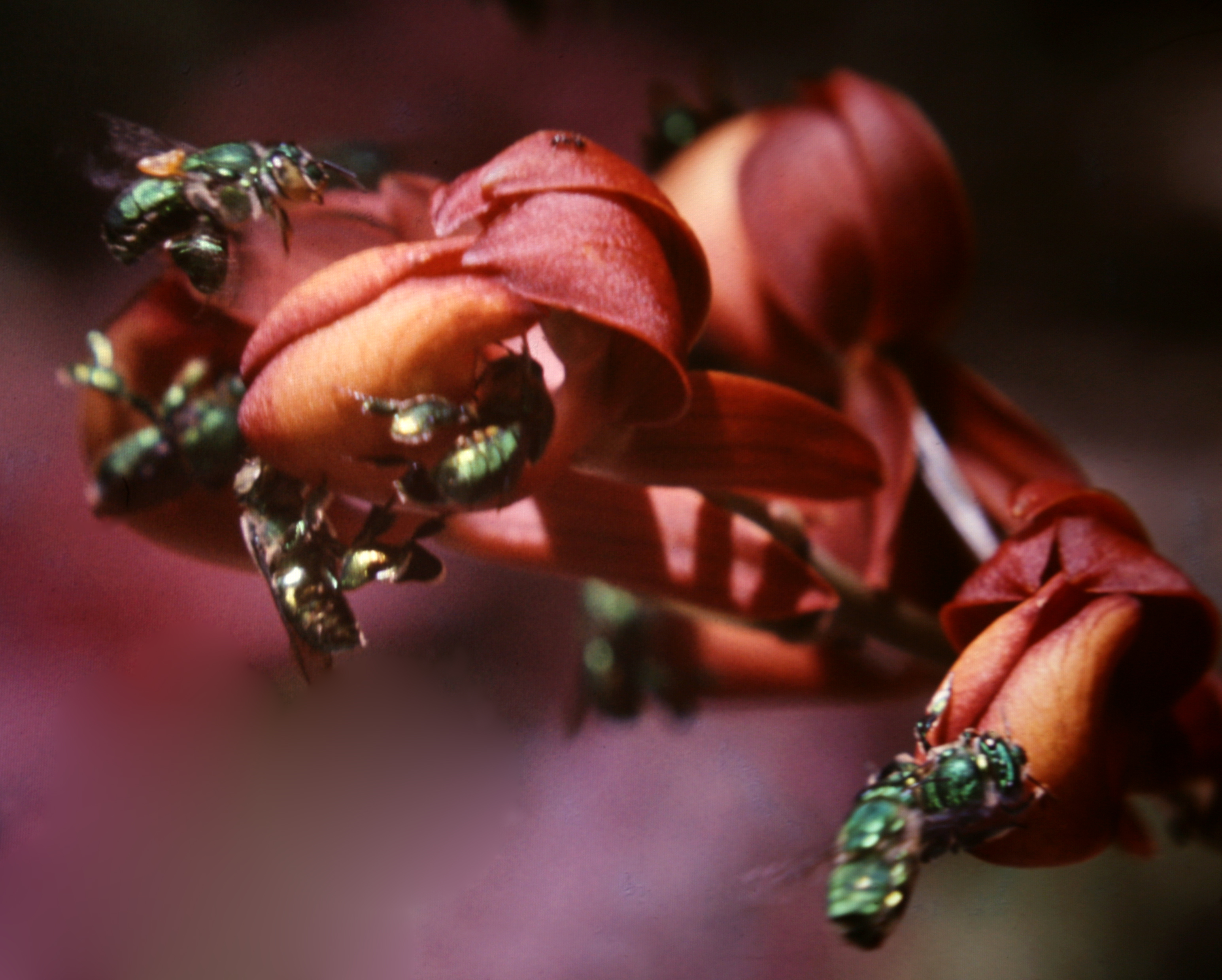
Maschi di Euglossa sp. su Mormodes buccinator

I maschi di tutte le specie di Euglossini sono caratterizzati dalla abitudine di raccogliere sostanze aromatiche volatili da diverse fonti di origine fiorale e non fiorale. Le sostanze aromatiche sono raccolte grazie a strutture setolose presenti sui tarsi anteriori e vengono trasferite in cavità spongiose presenti sulle zampe posteriori. L'esatto significato di questo comportamento non è stato ancora definito, anche se si presume che esso possa giocare un ruolo di attrattiva sessuale nei confronti delle femmine. 
Tra le fonti di queste sostanze aromatiche vi sono i fiori di numerose specie di orchidee delle sottotribù Catasetinae, Coeliopsidinae, Cyrtopodiinae e Stanhopeinae, che gli Euglossini contribuiscono ad impollinare. La raccolta di sostanze aromatiche avviene anche su altre specie di angiosperme (Araceae, Apocynaceae, Bignoniaceae, Euphorbiaceae, etc.), così come su altre fonti non fiorali (linfa, legno marcio, funghi, etc.).

## Distribuzione e habitat
Vivono nelle zone tropicali e subtropicali dell'America centrale e meridionale. Sporadiche segnalazioni sono state fatte negli Stati Uniti meridionali (Texas, Arizona e Florida).

## Tassonomia
La tribù comprende 206 specie suddivise in 5 generi:
- Aglae Lepeletier & Serville, 1825 (1 specie)
- Eufriesea Cockerell, 1908 (62 spp.)
- Euglossa Latreille, 1802 (112 spp.)
- Eulaema Lepeletier, 1841 (25 spp.)
- Exaerete Hoffmannsegg, 1817 (6 spp.)

### Alcune specie

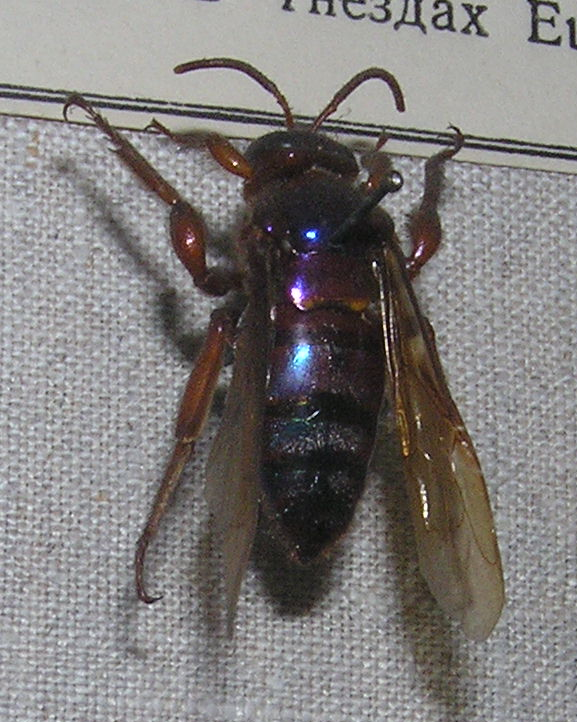
Aglae coerulea
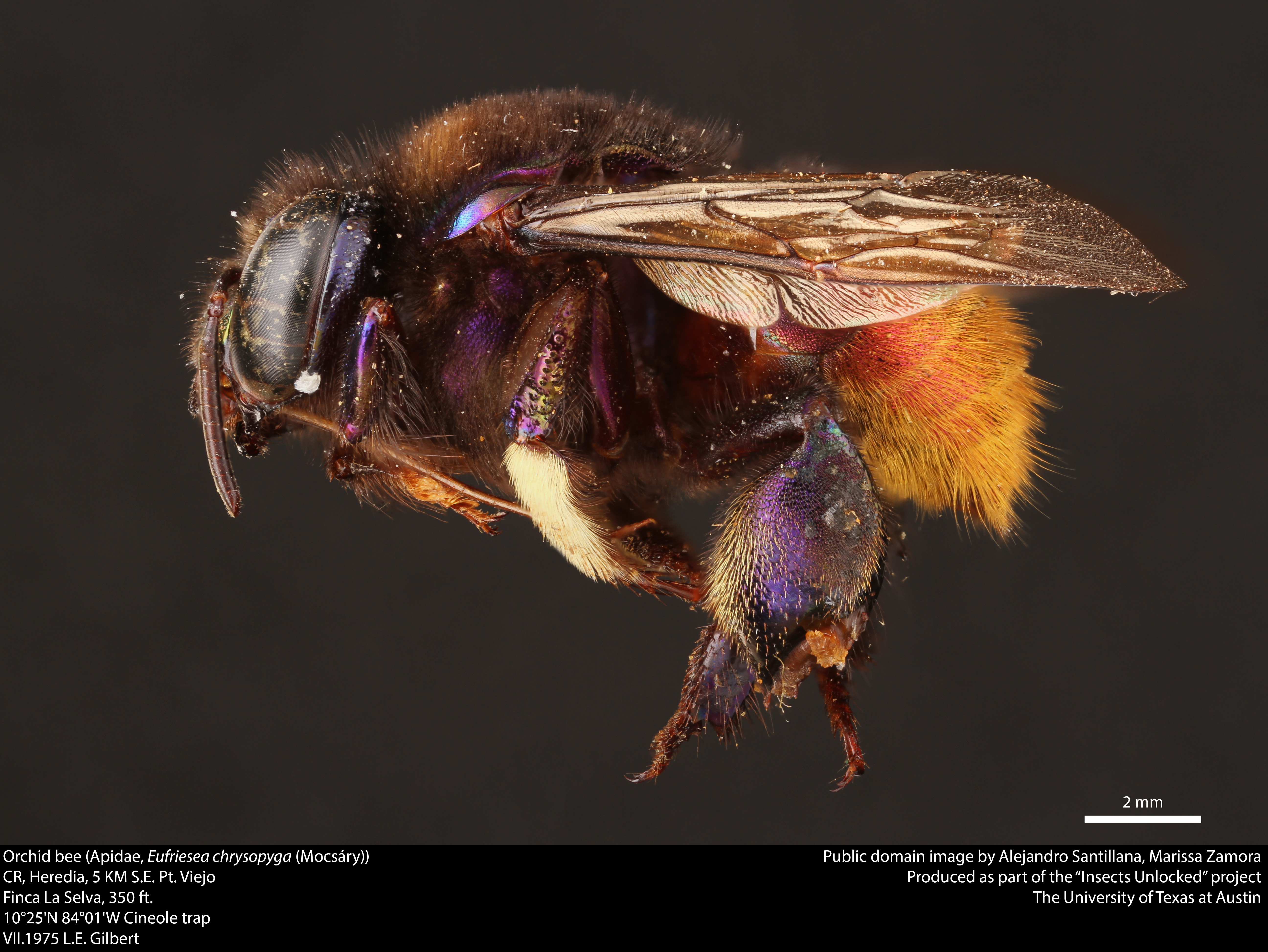
Eufriesea chrysopyga
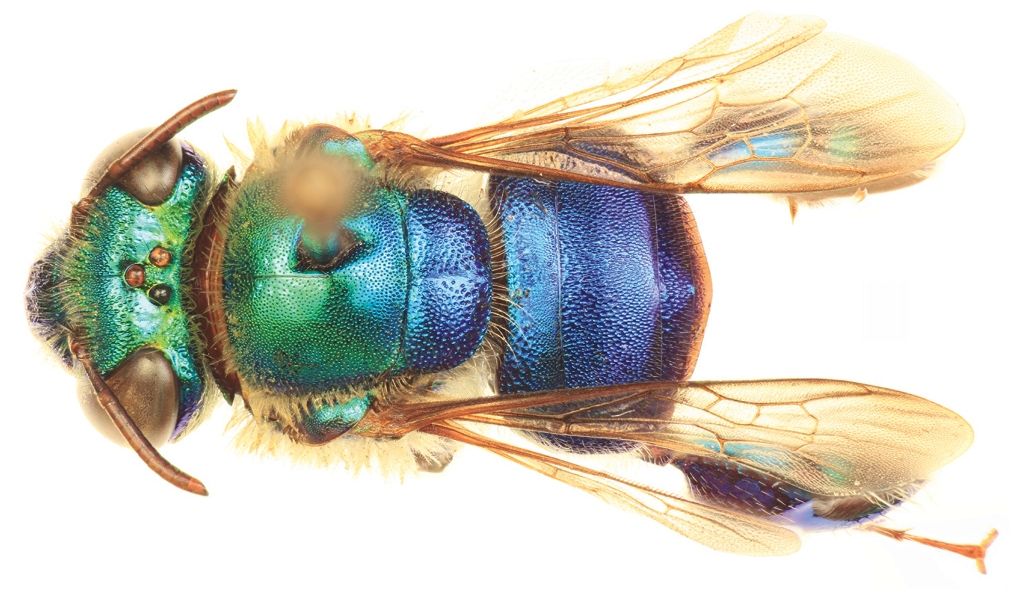
Euglossa cyanura
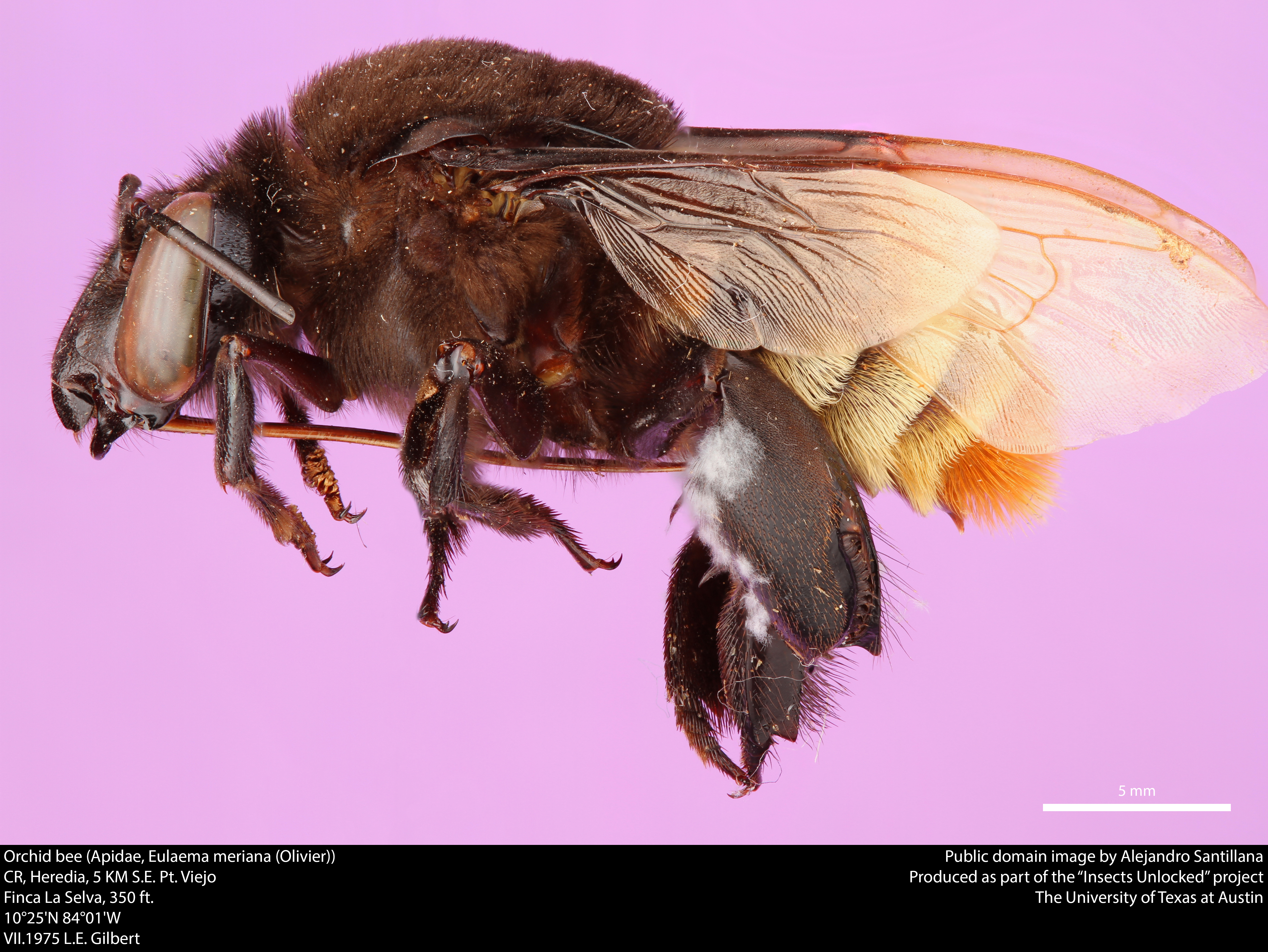
Eulaema meriana
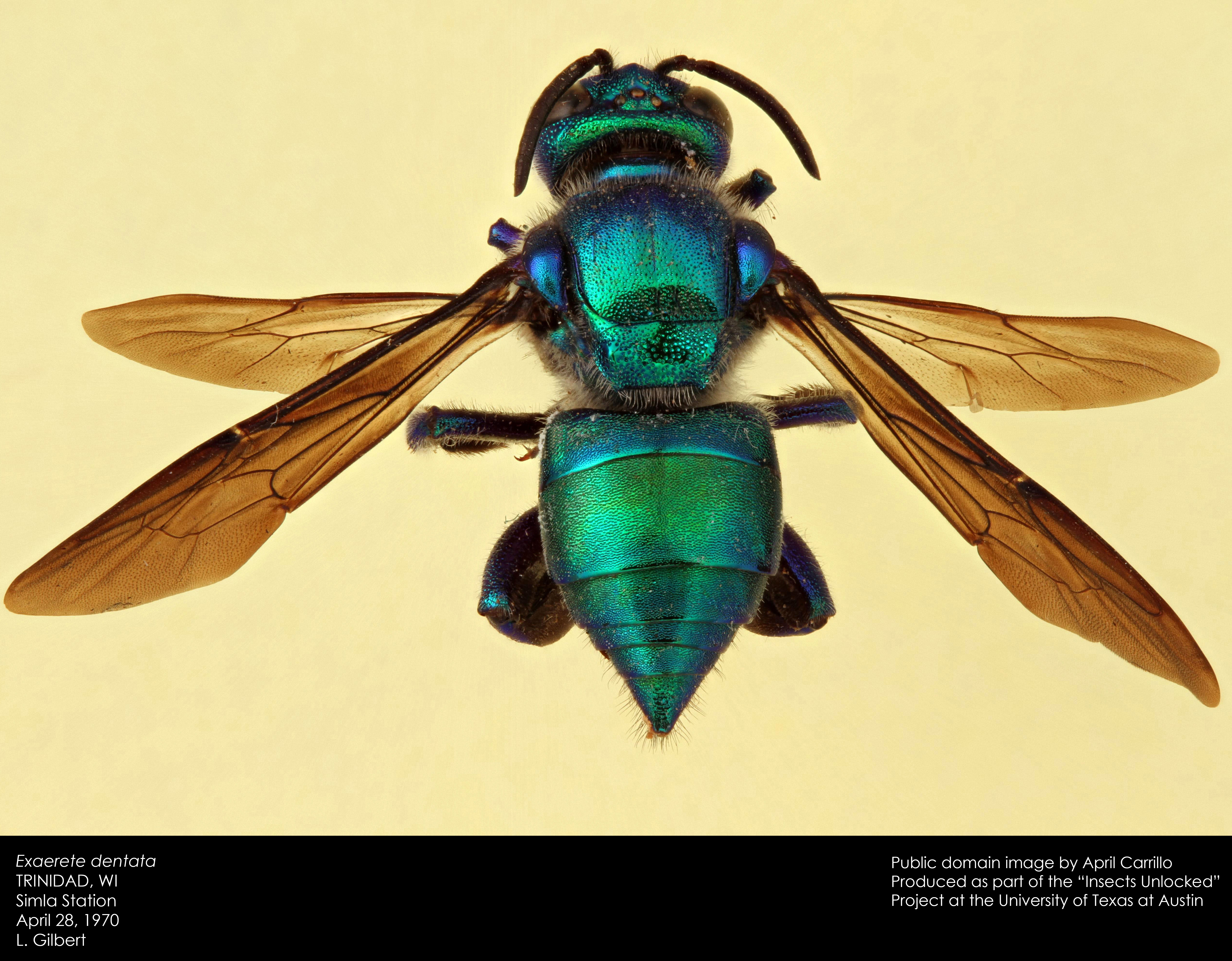
Exaerete dentata